# スコット・イーストウッド
スコット・イーストウッド（Scott Eastwood, 1986年3月21日 - ）またはスコット・C・リーヴス（Scott Clinton Reeves）は、アメリカ合衆国の俳優。

## 来歴
カリフォルニア州モントレー郡で生まれ、ハワイ州で育つ。父親は俳優で映画監督のクリント・イーストウッド、母親は客室乗務員のジョセリン・リーヴス。両親は結婚しなかったため、母の姓を名乗る。女優のキンバー・イーストウッド、ミュージシャンのカイル・イーストウッド、女優のアリソン・イーストウッド、モデルのフランセスカ・フィッシャー・イーストウッド、モーガン・イーストウッドは異母兄弟。キャサリン・イーストウッドは妹。
ロサンゼルスのロヨラ・メリーマウント大学に進学し、2008年に卒業した。2015年以降はサンディエゴに住んでいる。2016年のチャリティーイベントで父クリントが演じた名無しの男の仮装をして注目を集めた。

## キャリア
「スコット・リーヴス」名義で俳優活動を始めたが、アメリカ芸能界には同姓同名の俳優がいた。2015年のインタビューで、スコットは「父クリントに『アメリカン・スナイパー』への出演を拒否された」という報道に対して、「父の手掛けた大半の映画のオーディションを受けた」と述べている。彼は父の手掛けた『グラン・トリノ』や『インビクタス/負けざる者たち』に出演している。
2010年4月公開の『トランス・ワールド』で初主演を務めた。2014年公開の『フューリー』では主要キャストに抜擢され、2015年にはテイラー・スウィフトのミュージックビデオに出演し、同年公開の『ロンゲスト・ライド』ではブリット・ロバートソンと共に主演を務めた。2016年公開の『スーサイド・スクワッド』にGQ・エドワーズ役で出演した。同年公開の『スノーデン』ではトレバー・ジェイムズ役で出演した。2017年には『ワイルド・スピード ICE BREAK』『スクランブル』などに出演し、2018年公開の『パシフィック・リム: アップライジング』にも主要キャストとして出演する。

## フィルモグラフィ
※役名の太字表記は主演。

### 映画
| 年   | 題名                                                               | 役名                                      | 備考                                                                                               | 吹き替え           |
| ---- | ------------------------------------------------------------------ | ----------------------------------------- | -------------------------------------------------------------------------------------------------- | ------------------ |
| 2006 | 父親たちの星条旗 Flags of Our Fathers                              | ロベルト・ランズフォード                  | スコット・リーヴス名義                                                                             | 不明               |
| 2007 | アメリカン・クライム An American Crime                             | エリック・デストロイ                      | スコット・リーヴス名義                                                                             | 不明               |
| 2007 | Pride                                                              | ジェイク                                  | スコット・リーヴス名義                                                                             | N/A                |
| 2008 | グラン・トリノ Gran Torino                                         | トレイ・ハーンフル                        | スコット・リーヴス名義                                                                             | 不明               |
| 2008 | Player 5150                                                        | ブライアン                                | スコット・リーヴス名義                                                                             | N/A                |
| 2009 | インビクタス/負けざる者たち Invictus                               | ジョエル・ストランスキー                  | | 内田泰喜           |
| 2009 | Shannon's Rainbow                                                  | ジョーイ                                  | N/A                                                                                                |                    |
| 2011 | トランス・ワールド Enter Nowhere                                   | トム・ディープ                            | 羽多野渉                                                                                           |                    |
| 2011 | Thule                                                              | D・W・アンダーソン大使                    | 短編映画                                                                                           | N/A                |
| 2011 | The Lion of Judah                                                  | ジャック                                  | 声の出演                                                                                           | N/A                |
| 2012 | 人生の特等席 Trouble with the Curve                                | ビリー・クラーク                          | | 不明               |
| 2012 | Shelter                                                            | ライアン                                  | テレビ映画                                                                                         | N/A                |
| 2012 | The Forger                                                         | ライアン・フェルター                      | 声の出演                                                                                           | N/A                |
| 2012 | Chasing Mavericks                                                  | ゴーディ                                  | ノンクレジット                                                                                     | N/A                |
| 2013 | 飛びだす 悪魔のいけにえ レザーフェイス一家の逆襲 Texas Chainsaw 3D | デプティ・ハートマン                      | | 松本忍             |
| 2014 | フューリー Fury                                                    | マイルス                                  | 前田一世                                                                                           |                    |
| 2014 | Stranded                                                           | ジョン                                    | N/A                                                                                                |                    |
| 2014 | パーフェクト・タイム 100億分の1の奇跡 The Perfect Wave             | イアン・マクコーマック                    | （吹き替え版なし）                                                                                 |                    |
| 2015 | ロンゲスト・ライド The Longest Ride                                | ルーク・コリンズ                          | 山本匠馬                                                                                           |                    |
| 2015 | The Bachelor with Dogs and Scott Eastwood                          | 本人役                                    | 短編映画                                                                                           | N/A                |
| 2015 | デンジャラス・プラン 裏切りの国境線 Mercury Plains                 | ミッチ・デイヴィス                        | | （吹き替え版なし） |
| 2015 | Diablo                                                             | ジャクソン                                | N/A                                                                                                |                    |
| 2015 | ワイルデスト・ドリームス Taylor Swift: Wildest Dreams              | ロバート・キングスレー                    | ノンクレジット ミュージックビデオ                                                                  | N/A                |
| 2016 | スーサイド・スクワッド Suicide Squad                               | GQ・エドワーズ大尉                        | | 北田理道           |
| 2016 | スノーデン Snowden                                                 | トレバー・ジェイムズ                      | 川原元幸                                                                                           |                    |
| 2016 | Walk of Fame                                                       | ドリュー                                  | | N/A                |
| 2017 | 夜に生きる Live by Night                                           | ダニー・コフリン                          | 未公開シーンに出演                                                                                 | 不明               |
| 2017 | ワイルド・スピード ICE BREAK The Fate of the Furious               | リトル・ノーバディ                        | | 小野大輔           |
| 2017 | スクランブル Overdrive                                             | アンドリュー・フォスター                  | 高橋広樹                                                                                           |                    |
| 2018 | パシフィック・リム: アップライジング Pacific Rim: Uprising         | ネイサン・ランバート                      | 小野大輔                                                                                           |                    |
| 2020 | アウトポスト The Outpost                                           | クリント・ロメシャ軍曹                    | 中村章吾                                                                                           |                    |
| 2021 | キャッシュトラック Wrath of Man                                    | ジャン                                    | 江頭宏哉                                                                                           |                    |
| 2021 | バッド・トレジャー Dangerous                                       | ディラン・“D”・フォレスター               | カナダ公開：11月5日 日本公開：2022年7月19日 『カリテ・ファンタスティック! シネマコレクション2022』 | 高橋広樹           |
| 2022 | 恋人を取り戻すには I Want You Back                                 | ノア                                      | Amazonプライム・ビデオで配信                                                                       | 小野大輔           |
| 2023 | ワイルド・スピード/ファイヤーブースト Fast X                       | エリック・リーズナー / リトル・ノーバディ | | 小野大輔           |
| 2024 | 1992:一触即発の夜 1992                                             | リッギン                                  | |                    |
| 2025 | Alarum                                                             | ジョー・トラヴァース                      | |                    |
| TBA  | Tin Soldier                                                        | Nash Cavanaugh                            | ポストプロダクション                                                                               |                    |
| TBA  | Wind River: The Next Chapter                                       |                                           | ポストプロダクション                                                                               |                    |

### テレビ
| 年   | 題名                          | 役名           | 備考      | 吹き替え |
| ---- | ----------------------------- | -------------- | --------- | -------- |
| 2013 | シカゴ・ファイア Chicago Fire | ジム・バーンズ | 計2話出演 | 不明     |